# Tjeljabinsk oblast
Tjeljabinsk oblast är ett oblast i Uralområdet i Ryssland med en yta på 87 900 km² och cirka 3,5 miljoner invånare. Huvudort är Tjeljabinsk. Andra stora städer är Magnitogorsk, Zlatoust, Miass, Kopejsk och Oziorsk.